# Barometern
Barometern — одна из старейших общественно-политических газет на шведском языке. Издаётся с 1841 года в городе Кальмар (Швеция). Распространяется в юго-восточных коммунах Швеции и на западе Финляндии.

## История
Газета была основана в 1841 году, в шведском городе Кальмар, лекарем и литератором Юном Энгстрёмом (1794—1870), который и стал её первым главным редактором.
Издатели газеты активно приглашали к сотрудничеству в качестве авторов статей и обозревателей известных общественных, политических деятелей и публицистов Швеции. Среди которых журналисты и литераторы середины XIX века: Оскар Патрик Штурцен-Беккер (1811—1869), Пер Томассон (1818—1883), Карл Кулберг (1813—1857), политики, военные и общественные деятели.
С самых первых номеров газета завоевала у читателя авторитет «хорошо калиброванного барометра», точно предсказывающего «общественно-политическую погоду» в королевстве и за его пределами. В 1851 году газета была продана Андерсу Петерсону (швед. Anders Petersson), потомки которого владели изданием до 1934 года.
6 (18) сентября 1861 года первый номер Barometern вышел в Великом княжестве Финляндском. Это была первая газета на шведском языке, регулярно издаваемая в великом княжестве. С конца 1840-х годов в Финляндии проводились реформы в области просвещения и было разрешено издание учебной, художественной и религиозной литературы на финском языке. Позже на законодательном уровне было признано равноправие шведского и финского языков в суде и администрации и принят рескрипт об официальном установлении финского языка как государственного.
Уже в первые годы финский Barometern становится «либеральным идеалом» Финляндии. Издание газеты на шведском языке стало возможным благодаря реформам проводимым императором Александром II. Газета продавалась в столице княжества — Гельсингфорсе, крупном портовом городе Або, а также на всём западном и южном побережьях Балтийского моря Финляндии, где довольно большое количество жителей говорило на шведском языке. Годовая подписка стоила в 1861 году 50 копеек для Гельсингфорса и 64 копейки для остальной Финляндии. Отдельный номер газеты в розницу продавался за 4 копейки. С 1912 года Barometern стал выходить каждое утро — шесть дней в неделю.
Газета традиционно освещает значимые события, происходящие в российско-шведских отношениях, регулярно публикуются аналитические статьи и обзоры по Балтийскому региону и Скандинавии.
Осенью 2018 года бумажную версию газеты можно было приобрести на всей территории Швеции, в Финляндии, Эстонии, на борту круизных и регулярных балтийских паромов: Viking Line, Silja Line, Stena Line, Destination Gotland и др. В крупных портовых городах Германии, Дании, Польши, Латвии.

## Тираж
В 2010 году тираж бумажной версии газеты составил 42 300 экземпляров, в 2012 году, — 41 000 и 40 300 экземпляров в 2013 году. В последние годы, с развитием сети Интернет тираж бумажной газеты снижается, однако по современным меркам является значительным для такого рода изданий. Электронная версия газеты доступна читателю на шведском языке